# ボレスワフ2世ロガトカ
ボレスワフ2世ロガトカ（ポーランド語：Bolesław II Rogatka、1220年/1225年頃 - 1278年12月26日/12月31日）は、クラクフ公（在位：1241年）、ヴィエルコポルスカ南部の公（在位：1241年 - 1247年）、そして弟達に領土を分割するまでは全シロンスク＝ヴロツワフの公（在位：1241年 - 1248年）、以後はレグニツァ公（在位：1248年 - 1278年）であった。また1277年からはノイマルクト（シロダ・シロンスカ）の公だった。ヘンリク2世（敬虔公）の長男、母はボヘミア王オタカル1世の娘アンナ。
ボレスワフ2世の治世には、1259年にノガイとブルンダイによる2度目のモンゴル侵攻があり、弟達の反乱もあってシロンスク公国を分割、小規模な国家群（シロンスク公国群）に転落した時代だった。異称「ロガトカ」（角公 the Horned）は寝とられ夫を暗示する「角の生えた」を意味する。禿頭公（the Bald 波：Łysy）という異称もある。

## 生涯

### 治世初期、ヴィエルコポルスカをめぐる戦い（1241年 - 1247年）

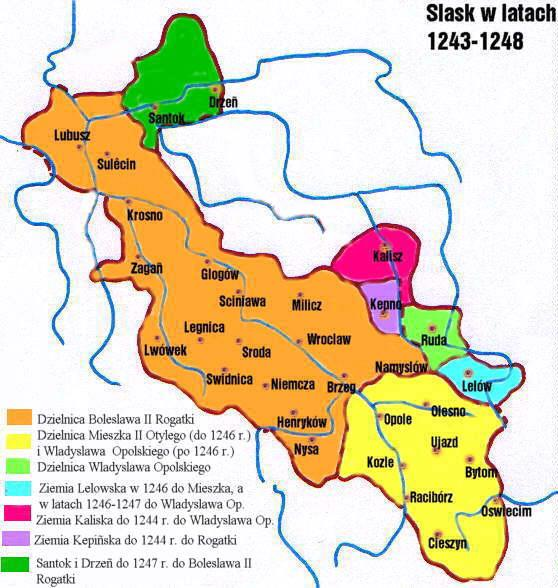
1243年から1248年までのシロンスク、オレンジ色がボレスワフ2世の保持できた領土

ボレスワフは父と違って統治者としての準備を十分に出来ないまま君主の座についた。それは1241年4月9日、モンゴル帝国とのレグニツァの戦いにおいて、父が大公位について僅か3年で戦死したからである。この悲劇的な事件の後、シロンスク公家の5人の息子のうち、長男のボレスワフ2世と次男のミェシュコだけが成人として、摂政をおくことなく統治者になれると見なされた。
しかし、最初の数か月は公国の統治が困難をきわめ、母親のアンナが息子を補佐したと思われる。一部の史料ではアンナが直に公国の摂政となったと述べている。この「摂政」期間は短く、同年中にボレスワフ2世は公式に単独の統治者となったが、その治世は最初から苦難が待ち受けていた。モンゴル人はシロンスクの大部分を制圧した後でハンガリーへと移動していったが、この地域を永続的に支配しようと考えており、この状況はボレスワフ2世にとって楽観できることではなかった。
ボレスワフ2世は父からヴィエルコポルスカ南部とクラクフをも受け継いだが、長子領であるこの地域を狙う他の諸公がすぐに反乱を起こした。マウォポルスカでは、1241年にマゾフシェ公コンラト1世が永久のクラクフ公の地位を主張した。クラクフの行政長官クレメント・ス・ルシュチの組織したマゾフシェ公に対する抵抗運動が功を奏したおかげで、ボレスワフ2世はこの戦争を切り抜けた。しかし暗愚なボレスワフ2世に失望させられた貴族達は、間もなく新たなクラクフ公にボレスワフ5世（純潔公）を選んだ。
ヴィエルコポルスカでの状況も他とさほど変わりなかった。レグニツァでのヘンリク2世戦死の報を聞くとすぐに、プシェミスウ1世とボレスワフ・ポボジュヌィの兄弟は、かつて亡父ヴィエルコポルスカ公ヴワディスワフ・オドニツが領有していた地域を取り戻すことを決意した（父の死後、遺領の大部分をヘンリク2世に奪われていた）。ヴィエルコポルスカの貴族階級及び騎士階級は（年代記作家によれば）この2人を自分達の公国の本来の統治者だと見なしており、彼らの領土奪回運動を熱心に支援した。
この時ボレスワフ2世は戦いを避けるためにヴィエルコポルスカの領土の全てを放棄したが、その補償としてサントクとミェンジジェツの小規模な領地を得た。しかしヴィエルコポルスカの公爵兄弟は非妥協的態度をとり続け、この圧力はシロンスク公家内の不和の原因ともなり始めたため、ボレスワフ2世は補償として得ていた領地を放棄し、1247年にはヴィエルコポルスカに対する要求自体を全面的に取り下げた。

### 低地シロンスクの第1次分割（1248年）

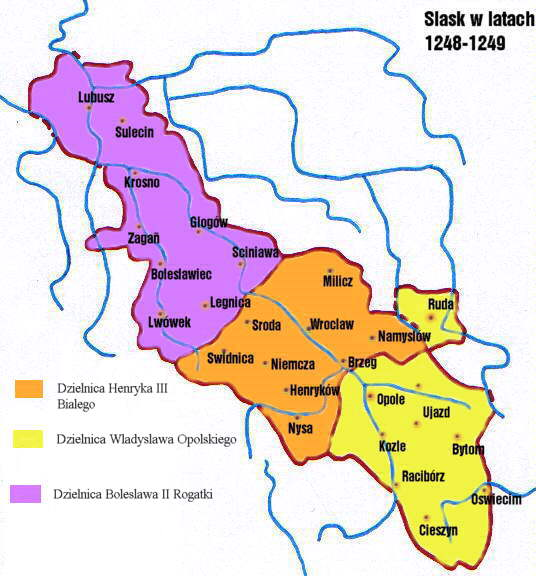
1248年から1249年までのシロンスク、紫色がボレスワフ2世の領土

ボレスワフ2世は当初、父から相続したシロンスク公国を分割することなど考えておらず、公国の全権を自らの手中に置こうとしていた。1242年、ルブシュを公国として与えられていたすぐ下の弟ミェシュコが子供を残さずに死ぬと、その遺領はボレスワフ2世の領地に統合された。しかし、ボレスワフ2世はあくまで弟達との共同での国家統治に抵抗したため、反乱が起きた。反乱を起こしたシロンスク公家の若い王子達は、すぐにボレスワフ2世を投獄してしまった。こうした事件のせいでボレスワフ2世は周囲に対して極端に疑り深い性格になり、この性格は国家統治をさらに難しくさせた。
反乱終息のための仮協定として、ボレスワフ2世は1247年に弟のヘンリク3世を公国の共同統治者とした。しかし、共治体制はうまく働かず、1年後に2人は公国をレグニツァ＝グウォグフ＝ルブシュと、ヴロツワフとに2分した。さらに2人は年少の弟達を庇護することも取り決め、ボレスワフ2世がコンラトを、ヘンリク3世がヴワディスワフをそれぞれ引き取ることになった。ボレスワフ2世は長子として領地を選定する優先権があり、レグニツァを領有することにした。この地域ではカチャヴァとヴィエジュピャクの河川で金が採れるからである。
レグニツァを選んだことはボレスワフ2世とヴロツワフの貴族達との間で起き始めていた紛争を決定的なものにした。貴族達はヘンリク3世が同地域を領しないことに不満を持っていた。間もなくボレスワフ2世はレグニツァ公国に実効的な支配を及ぼすようになったが、次第にこの選択を後悔してヴロツワフを回復しようと試み始めた。ヘンリク3世も新しく得た公国を手放す気はなく、解決方法は戦争だけとなった。

### ヘンリク3世との戦争とルブシュ譲渡、グウォグフ喪失（1248年 - 1251年）
ヘンリク3世とボレスワフ2世は戦争の準備を始めたが、2人とも十分な資金がなかった。そもそもこの時代、領土の分割は非常に一般的な慣行だった。ボレスワフ2世は1242年にアンハルト伯ハインリヒ1世の娘でテューリンゲン方伯ハインリヒ・ラスペの姪にあたるヘートヴィヒと結婚しており、弟との戦争で、妻の親族達とのコネクションを利用して同盟者を見つけようとした。マクデブルク大司教が軍隊を拠出する代償として、ルブシュの半分がマクデブルクを領するブランデンブルクに譲渡された。
だが、このドイツ人との同盟は、弟との戦争においてボレスワフ2世に一時的な優位をもたらしただけであった。1249年、パリでの学業を終えた弟の1人コンラトが突然帰国し、シロンスクに対する自らの相続権を主張したからである。ボレスワフ2世はこの弟に教会に入るよう説得、パッサウの司教になることを提案したが、コンラトは聖職者になるのを拒み、相続権を兄にすげなく断られたこともあって、ヴィエルコポルスカ公プシェミスウ1世兄弟の許に亡命した。直後、コンラトはプシェミスウ1世にすぐ下の妹エルジュビェタを嫁がせ、自らはプシェミスウ1世の妹サロメアと結婚し、二重結婚でプシェミスウ1世との強力な同盟関係を築いた。
そして、最終的な衝突はその2年後の1251年におきた。ヘンリク3世はコンラトの主張を支持、プシェミスウ1世と共同でボレスワフ2世の軍勢を破り、敗北したボレスワフ2世は自身の領土を分割することに同意し、コンラトにグウォグフを与えた。この分割以後、シロンスク公家の嫡系の諸公はレグニツァの小地域を保有するだけになった。

### ヘンリク3世との協定、ヴロツワフ司教との争い（1252年 - 1261年）

シロンスク・ピャスト家の紋章である、王冠のない黒鷲

戦後、ボレスワフ2世は自らの公国における権威を回復するのに2年を要し、敵対者だったヘンリク3世の助力をも必要とした（ヘンリク3世もシロンスクの不安定な政情を危惧し、兄に協力せざるを得なかった）。公爵兄弟の協同関係は復活し、彼らの関係は次第に良好なものになっていった。その後に起きたシロンスク公国内の覇権をめぐる争いにもヘンリク3世は干渉しなかった。この時期、ボレスワフ2世はヴィエルコポルスカ公らポーランド諸公及びヴロツワフ司教トマシュ1世と同盟していたが、ボレスワフ2世は常に弟達ばかりを支持するこの司教を恨んでいた。
ボレスワフ2世とヴロツワフ司教との争いは、1257年にボレスワフ2世が司教を解任してヴレン城に監禁することを決定した際に最も激化した。ボレスワフ2世がこの法令によって公国内の教会を支配しようと考えたかどうかは明らかでないが、この振る舞いはただちに破門を受けることにつながり（ボレスワフ2世は1248年と1249年の2度にわたって破門を受けていたが、いずれも教会の承認によって取り消されていた）、近隣の諸公達が彼に対して十字軍を組織する事態に陥った。ボレスワフ2世の弟達だけが仲裁に入り、両陣営への働きかけを始めた。
仲裁が功を奏し全面戦争は回避されたが、代償は高くついた。ボレスワフ2世は1261年に高額の賠償金を支払わされ、ヴロツワフの大聖堂の門前で公式に懺悔させられたからである。司教の勝利は明らかだった。

### グウォグフ公コンラト1世との関係（1262年 - 1271年）
ボレスワフ2世はヘンリク3世が死ぬまで友好関係を維持したが、その下の弟で反抗的かつ頑固な性格のグウォグフ公コンラト1世とは敵対的な関係のままだった。史料不足のせいで、2人の争いは2回ほどしか判明しない。1257年、コンラト1世はボレスワフ2世をレグニツァの居城から誘拐した。ボレスワフ2世は数ヵ月後に保釈金を支払い解放されたが、いくら保釈金を支払ったのかは判らない。こうした出来事がボレスワフ2世にとって不愉快きわまりないものだったことは間違いないが、1271年、ボレスワフ2世はコンラト1世の領地だったブブル近郊のボレスワヴィエツを奪っている。

### ヘンリク4世の誘拐とストレツの戦い（1272年 - 1278年）

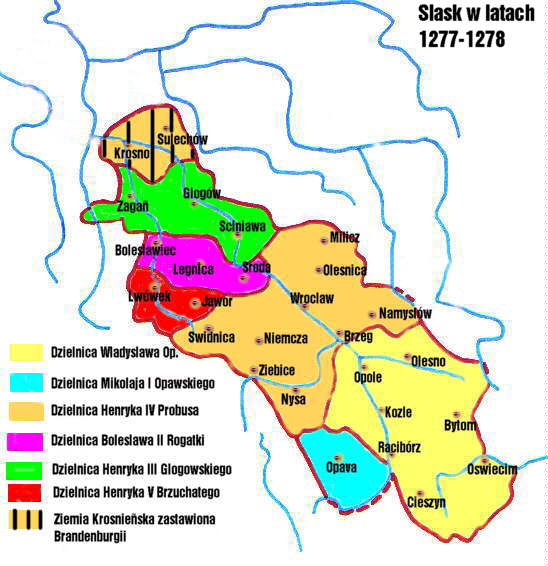
1277年から1278年にかけてのシロンスク、ピンク色がボレスワフ2世の領土

1270年以降、ボレスワフ2世の戦力の衰えが顕在化し、彼は自分の幼い息子により大きな権力を残そうと動き出した。
1273年、ボレスワフ2世は長男のヘンリク5世にヤヴォル（ヤウアー）を公国として与え、自身は政治の舞台から引退するかに見えた。しかし、1277年にボレスワフ2世は皆を驚かせる行動に出た。ボレスワフ2世はローマ王ルドルフ1世（ライバルのボヘミア王オタカル2世と他のポーランド諸公との同盟関係を壊そうと狙っていた）との同盟に調印し、ルドルフ1世の要請に基づいて、オタカル2世の同盟者であり自分自身の甥でもあるヘンリク4世（ヘンリク3世の息子）を誘拐した。この誘拐の口実は、1270年にボレスワフ2世の末弟であるザルツブルク大司教ヴワディスワフが1270年に死んだ時、ヘンリク4世がヴロツワフの3分の1を要求したことに対する罰だとされた。ヘンリク4世は高貴な囚人としてレグニツァの城に幽閉された。
ヘンリク4世を解放するべく、ボヘミア王オタカル2世、グウォグフ公ヘンリク3世及びヴィエルコポルスカ公プシェミスウ2世の3者が連合、両軍は4月24日にストレツの戦いで激突した。ボレスワフ2世の軍隊は連合軍に比べかなり小規模であり、戦いが始まった時には敗北するかに見えた。しかしボレスワフ2世の息子ヘンリク5世が予想外の奮戦を見せ、諸公の連合軍を打ち破った。結局、この争いは賠償金で解決し、ヘンリク4世は自らの公国の領域の3分の1にあたるシロダ・シロンスカ（ノイマルクト）をボレスワフ2世に譲渡することで解放された。
この戦勝はボレスワフ2世にとって最後の成功であり、1278年12月26日（31日とも）に58歳（53歳とも）で死去、レグニツァのドミニコ会修道院に埋葬された。遺領は3人の息子ヘンリク5世、ボルコ1世、ベルナルトが分け合った。
ボレスワフ2世は中央集権の失敗と弟達の反乱に敗北したことにより、シロンスク公国の分裂を招いてしまった。シロンスク諸公は以後も分裂と内乱を繰り返し、ドイツやボヘミアとの結びつきを強めた。この結果、後にポーランド王国が再興された時、シロンスク諸公はボヘミアに臣従、ポーランド王国から外れてボヘミア、ひいてはドイツの領邦化を招いた。

## 子女
1242年5月8日、アンハルト伯ハインリヒ1世の娘ヘートヴィヒ（1259年12月21日没）と結婚、間に9人の子女をもうけた。
1. アグネシュカ（1243年/1250年頃 - 1265年） - ヴュルテンベルク伯ウルリヒ1世と結婚
2. ヘンリク5世（1248年頃 - 1296年）
3. ヤドヴィガ（1250年/1255年頃 - 1280年以後） - マゾフシェ公コンラト2世と結婚
4. ボルコ1世（1252年/1256年頃 - 1301年）
5. ベルナルト（1253年/1257年頃 - 1286年）
6. コンラト（夭折）
7. ヤロスワフ（夭折）
8. カタジナ（1255年頃 - 1270年以後） - トシェブニツァの女子修道院長
9. エルジュビェタ（1259年頃 - 1268年以後） - 1268年、ルートヴィヒ・フォン・ハーケボルンと結婚

1260年以後、東ポモジェの公サンボル2世の娘エウフェミア（アレンタまたはロレンタとも呼ばれる、1245年頃 - 1309年）と再婚した。しかし夫婦仲は上手くいかず、エウフェミアは不貞行為を働いてスキャンダルを巻き起こし、愛人と共にグダニスクに逃亡した。しかしエウフェミアは夫の死後にシロンスクにいたことが判明しており、このことは夫妻が和解していたことを暗示している。夫妻の間に子供はなかった。